# Vennootschapsbelasting

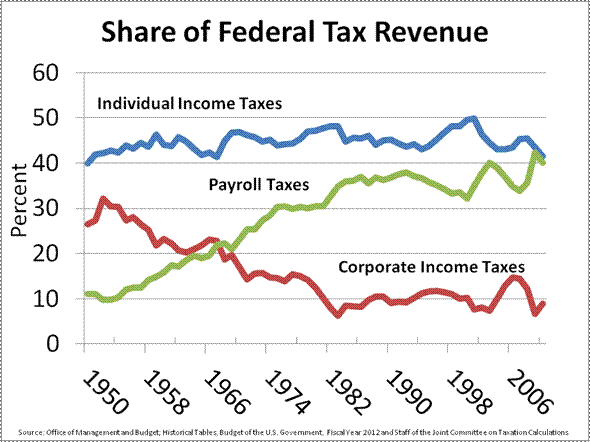
Aandeel inkomstenbelasting (blauw), loonbelasting (groen) en vennootschapsbelasting (rood) in de VS.

Vennootschapsbelasting is een belasting die o.a. in Nederland en België wordt geheven over de winst van ondernemingen, zoals bij naamloze vennootschappen (NV), besloten vennootschappen (BV) en coöperaties. Soms ook bij stichtingen en verenigingen. Organisaties van (sport)evenementen zijn doorgaans vrijgesteld.

## Grondslag
De vennootschapsbelasting is ook internationaal een veelvoorkomende directe belasting op "inkomen" die door een staat (of een lager overheidsorgaan) dus wordt geheven van rechtspersonen en bepaalde niet rechtspersoonlijkheid bezittende samenwerkingsverbanden. Voor de bepaling van het inkomen dat aan belasting is onderworpen, wordt veelal onderscheid gemaakt tussen rechtspersonen die in die staat gevestigd zijn (inwoners van de staat) en rechtspersonen die niet in die staat gevestigd zijn, maar die daarentegen wel inkomen genieten dat in die staat zijn oorsprong vindt (niet-inwoners van de staat).

## Aspecten

### Inkomstenbron voor overheid
De vennootschapsbelasting (of iets soortgelijks, meer algemeen winstbelasting of corporate tax) is een belangrijke bron van inkomsten voor overheden. De Organisatie voor Economische Samenwerking en Ontwikkeling (OESO) heeft informatie verzameld over 121 landen en berekende dat deze belasting in 2019 zo'n 15,0% van de belastinginkomsten uitmaakte; in het jaar 2000 was dit nog 12,3%. Uitgedrukt als percentage van het bruto binnenlands product kwam het uit op 3,1% versus 2,6% in 2000. Tussen 2004 en 2008 was voor beide berekeningen sprake van een forse stijging, maar na 2008 is sprake van een geleidelijke daling. De piek in 2008 lag iets boven de 16% van de staatsinkomsten en dat is met 0,7%-punt gedaald in 2018. Gesplitst naar regio was de bijdrage van 9,6% het laagst in de OESO landen en het hoogst in de 30 Afrikaanse landen waar het gemiddelde bijna tweemaal zo hoog lag op 18,8%.

### Ontwikkeling tarief in de tijd
In de jaren 1980 daalde het tarief voor de vennootschapsbelasting in Nederland van 47% (tot 1984) tot 35% (vanaf 1989). In het eerste decennium van deze eeuw daalde het toptarief verder naar 25,5% (vanaf 2007) en werd een verlaagd tarief van 20% (2007) toegevoegd. Van de 120 landen in het OECD-onderzoek daalde het tarief in 97 landen en slechts in zes landen was een stijging waarneembaar. In 2000 waren er nog 13 landen met een tarief van 40% of meer, maar in 2022 was het hoogste tarief gedaald naar 35%. Er waren twaalf landen die in 2022 helemaal geen belasting oplegde, of naar een tarief van 0%. Over een langere periode was ook sprake van een daling: in 1980 was het gemiddelde tarief 40,11% en in 2021 was dit nog maar 23,85%, een daling van 41% over een periode van 40 jaar. Diverse landen willen de dalende trend in de tarieven een halt toeroepen en de tarieven verhogen. De Verenigde Staten willen het tarief van 21% naar 28% brengen en het Verenigd Koninkrijk heeft in 2023 het toptarief verhoogd van 19% naar 25%.
Veel overheden hebben regelingen waarmee er minder belasting hoeft worden afgedragen dan het nominale vastgestelde tarief. Deze regelingen zijn divers maar behelzen, onder andere, een versnelde investeringsaftrek waarmee de winst wordt gedrukt door hogere afschrijvingskosten, vrijstelling van bepaalde inkomsten zoals bijvoorbeeld op octrooien een fiscaal gunstige behandeling voor specifieke uitgaven waaronder Onderzoek en Ontwikkelingskosten.

### Belastingontwijking
Bedrijven maken gebruik van de verschillende tarieven en speciale regelingen. Zij laten de activiteiten in die landen vallen waar deze het minst worden belast en dragen zo in mindere mate bij aan de overheidsuitgaven. Vanaf 2016 wordt binnen de OESO gesproken over een herziening van het internationale belastingsysteem. Men bespreekt maatregelen om winstverschuivingen van landen met een hoog tarief naar een laag tarief tegen te gaan. In juli 2020 bereikten de landen van de Groep van Zeven (G7) een akkoord op hoofdlijnen voor een wereldwijde minimumbelasting voor bedrijven. Er komt een minimumtarief van 15% voor de vennootschapsbelasting voor bedrijven met een jaaromzet van € 750 miljoen of meer. Verder gaan de bedrijven meer belasting betalen in de landen waar ze actief zijn en waar de omzet wordt gerealiseerd. In november 2021 kwam de Groep van Twintig (G20) op hetzelfde punt tot overeenstemming en stemden ook in met een wereldwijde minimum tarief van 15%, uiterlijk in 2023. Als landen een (te) laag belastingtarief blijven hanteren, krijgen andere landen de mogelijkheid om over de winst die bedrijven in dat laagbelastende land maken alsnog belasting bij te heffen tot het minimumtarief.
Samenwerkend in het OESO/G20 Inclusive Framework on BEPS hebben regeringsleiders van al ongeveer 140 landen verklaard dat zij hun land hieraan willen laten meedoen. BEPS staat voor de ongewenste base erosion and profit shifting, het uithollen van de grondslag van de belastingheffing, en constructies waarbij winst beschouwd wordt te zijn genoten in een land waar de belastingregels daarvoor gunstig zijn. Ook wordt de term global minimum corporate tax rate gebruikt, met afkorting GMCT of GMCTR. De OESO schat dat een minimumtarief van 15% alle landen minstens US$ 100 miljard kan opleveren, dit is gelijk aan 4% van de totale inkomsten aan vennootschapsbelasting. Voor Nederland wordt de additionele opbrengst getaxeerd op zo'n US$ 800 miljoen wanneer de afspraken vanaf 2023 van kracht worden.

#### Regels ter voorkoming van dubbele belastingen
Voor de vennootschapsbelasting bestaan er regels en afspraken waarmee de dubbele heffing van belastingen op winst worden voorkomen. Zo kan de winstbelasting die in het buitenland door een dochteronderneming is betaald in mindering worden gebracht op de winstbelasting in het land waar het moederbedrijf is gevestigd.

#### Transfer pricing en arm's length principle
Transfer pricing verwijst naar de regels en methoden voor het vaststellen van prijzen binnen en tussen ondernemingen die onder dezelfde eigenaar of zeggenschap staan. Bij ondernemingen die internationaal actief zijn loopt de belastingdienst het risico dat de winsten in die landen terechtkomen waar er geen of een laag tarief is. Belastingautoriteiten hebben daarom de mogelijkheid de interne prijzen aan te passen en in lijn te brengen met de prijzen die aan externe klanten in rekening worden gebracht, ook wel het arm's length principle genoemd.
Zie ook voor de internationale aspecten van vennootschapsbelastingen: belastingverdrag.

### Compensabele verliezen
Voor vennootschappen die actief zijn, kan een fiscaal verlies in een jaar worden verrekend met de belastbare winsten van de voorafgaande jaren of een aantal volgende jaren. Het aantal jaren waarover het verlies gecompenseerd kan worden met de winst in andere jaren verschilt per land.
Hieronder een cijfervoorbeeld van de werking van compensabele verliezen. Het eerste bedrijf maakt drie jaar winst op rij en bij een tarief van 30% betaald het in totaal 90 aan vennootschapsbelasting, een belastingdruk van 30%. Het andere bedrijf rapporteert de eerst twee jaren verlies en in het derde jaar een winst van 500. De eerste twee jaren betaalt het geen belasting, maar krijgt ook geen geld van de belastingautoriteit. In het derde jaar is het zeer winstgevend, maar nu kan het de verliezen in de vorige twee jaren compenseren waardoor een belastbare winst resteert van 500-(2× 100)=300. Hierover betaalt het 90 aan vennootschapsbelasting en ook voor dit bedrijf is de belastingdruk 30% over de hele periode. Bij het ontbreken van verliescompensatie zou het bedrijf 30% hebben betaald over de winst van 500, dat is 150. Daarmee zou de gemiddelde belastingdruk over de volle drie jaar uitkomen op 50% (150/300).
| Omschrijving           | jaar 1 | jaar 2 | jaar 3 | som 1-3 |  | jaar 1 | jaar 2 | jaar 3 | som 1-3 |
| winst vóór belasting   | 100    | 100    | 100    | 300     |  | -100   | -100   | 500    | 300     |
| tarief                 | 30%    | 30%    | 30%    | 30%     |  | 0%     | 0%     | 30%    | 30%     |
| vennootschapsbelasting | 30     | 30     | 30     | 90      |  | 0      | 0      | 90     | 90      |
| winst na belasting     | 70     | 70     | 70     | 210     |  | -100   | -100   | 410    | 210     |

Een vennootschap die niet meer actief is heeft soms winst gemaakt die na reactivering nog compensabel is met verliezen. Er hoeft dan geen vennootschapsbelasting over die winst te worden betaald, of al betaalde vennootschapsbelasting kan worden teruggevorderd. Dit verhoogt de verkoopwaarde bij verkoop aan een partij die aanloopverliezen verwacht. In dit verband wordt gesproken van een winstvennootschap. In de omgekeerde situatie (compensabele verliezen) spreekt men van een verliesvennootschap. Deze situatie verhoogt de verkoopwaarde bij verkoop aan een partij die winst verwacht.

## Nederland
In Nederland gold vanaf 1 januari 2011 tot en met 31 december 2018 voor de eerste € 200.000 een tarief van 20% en voor het deel boven de € 200.000 een tarief van 25%. Na enkele tussentijdse aanpassingen en beleidswijzigingen geldt voor 2023 en 2024 een toptarief van 25,8% en voor de winst tot € 200.000 een verlaagd tarief van 19%. In december 2024 kwam het Centraal Planbureau (CPB) met een studie over de effectiviteit van het lage tarief in de vennootschapsbelasting. Volgens het CPB komt minder dan de helft bij het midden- en kleinbedrijf terecht. Van de drie miljard euro belastingvoordeel die het lage tarief in 2024 oplevert, belandt meer dan de helft bij andere bedrijven zoals beleggingsondernemingen, directeuren-grootaandeelhouders met een eigen besloten vennootschap en zelfstandigen zonder personeel.
In november 2017 onthulde het dagblad Trouw, dat Shell, dat in Nederland zijn hoofdkantoor heeft, hier geen vennootschapsbelasting betaalt. Begin 2019 bleek er sprake te zijn van een regeling tussen de belastingdienst en een aantal multinationals met het hoofdkantoor in Nederland. Deze bedrijven mogen hun in het buitenland geleden verliezen in Nederland van de belasting aftrekken, waardoor ze per saldo niets betalen.
In Caribisch Nederland geldt een tarief van 0%.

## België
In België wordt de vennootschapsbelasting geheven op grond van het Wetboek van de Inkomstenbelastingen. De vennootschapsbelasting geldt enkel voor binnenlandse vennootschappen. Voor inrichtingen in België van buitenlandse rechtspersonen geldt een vergelijkbare belasting van niet-inwoners. Vennootschappen zijn belastbaar op het bedrag van de winst, zoals die teruggevonden wordt in de gereserveerde winsten, in de uitgekeerde dividenden of in bepaalde niet aftrekbare uitgaven, de zogenaamde verworpen uitgaven. Van deze winst kunnen nog bepaalde aftrekken gebeuren, zoals de aftrek voor risicokapitaal (beter bekend als de notionele interestaftrek), de compenseerbare verliezen van vroegere jaren en de investeringsaftrek. Om dubbele belasting te vermijden zijn er ook vrijstellingen voor dividenden ontvangen van andere vennootschappen en voor meerwaarden op aandelen van andere vennootschappen. 
Tot en met aanslagjaar 2018 was het tarief voor de vennootschapsbelasting in België 33% (met crisisbijdrage 33,99%). Bepaalde vennootschappen (KMO's die aan bepaalde voorwaarden voldoen) kenden een verlaagd tarief van 24,25% op de eerste € 25.000. Het algemene tarief van de vennootschapsbelasting bedraagt 25% vanaf aanslagjaar 2021. Er is nog altijd een verlaagd tarief van 20% van toepassing voor de eerste € 100.000 belastbare winst.
De winst ná belasting wordt ofwel gereserveerd ofwel uitgekeerd als dividend. Op deze uitgekeerde winst is er nog een dividendbelasting, die in België roerende voorheffing heet. Deze voorheffing, die 30% bedraagt (en soms verlaagd kan worden tot 20 en 15% onder het zogenaamde VVPRbis-regime), geldt als voorschot of als definitieve regeling van de inkomstenbelasting van de verkrijger van het dividend.